# Fresh Fruit for Rotting Vegetables

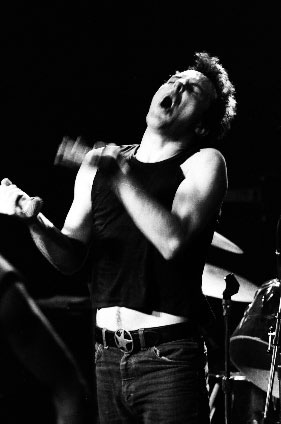
Jello Biafra live

Fresh Fruit for Rotting Vegetables ist das Debütalbum der amerikanischen Punkband Dead Kennedys aus dem Jahr 1980. Es erschien über das britische Independent-Label Cherry Red Records und war im Heimatland der Band zunächst nur als Import erhältlich.
Das Album gilt als Meilenstein der US-amerikanischen Punkgeschichte und als eines der frühen stilprägenden Hardcore-Punk-Alben. Es ist einerseits geprägt durch das für das Erscheinungsjahr sehr hohe Tempo der enthaltenen Musikstücke, andererseits durch die satirischen, gesellschaftskritischen Texte von Leadsänger Jello Biafra. In den durchweg polemischen Songtexten kritisieren und karikieren die Dead Kennedys soziale Ungleichheit.

## Entstehungsgeschichte
Da sich der Haupt-Songwriter Jello Biafra und der Rest der Dead Kennedys zerstritten hatten, existieren zwei Versionen der Entstehungsgeschichte, eine von Biafra und eine vom Rest der Band. An einigen Stellen des folgenden Abschnitts werden daher unterschiedliche Sichtweisen den jeweiligen Personen zugeordnet.

### Vertragssuche
1978 gegründet, suchte die mit Liveauftritten sehr präsente Band Dead Kennedys eine geeignete Plattenfirma. Wegen ihres provokanten Bandnamens gestaltete sich die Suche besonders schwierig. Eine breite Independent-Szene war noch nicht entstanden und nach The Dickies und Ramones interessierten sich die Major-Labels nicht mehr für US-amerikanische Punkbands. DIY („Do it yourself“, deutsch: „Mach’ es selbst“) wurde dadurch zu einer der Säulen der noch jungen US-amerikanischen Punkbewegung.
Nach Veröffentlichung der Single California über alles durch das bandeigene Label Alternative Tentacles kam bald der Kontakt mit dem Musikagenten Bill Gilliam zustande. Einer festen Buchung der Band für Konzertveranstaltungen stand – auch nach Meinung des zwischenzeitlich ebenfalls kontaktierten Managers von Sham 69, Terry Gordon – jedoch eine nicht ausreichende Menge musikalischen Materials entgegen. Bislang waren lediglich einige Singles und die Kompilation Live at the Deaf Club erschienen. Bill Gilliam stellte die Band daraufhin Iain McNay von Cherry Red Records vor, Terry Gordon startete einen Vermittlungsversuch mit Safari Records. Diese hatten jedoch kein Interesse an einer Albumproduktion und so konzentrierte die Band ihre Hoffnungen ausschließlich auf Cherry Red Records.
Kurze Zeit später schickte die Band eine frühe Fassung ihres Songs Holiday in Cambodia an McNay, um dessen Interesse zu wecken. Nach anfänglichen Vorbehalten seitens McNays, unter anderem wegen des provokativen Bandnamens, konnte das von der Band eingereichte und als nächste Single geplante Lied überzeugen. Zur Produktion eines Albums verfügte Cherry Red Records allerdings zunächst nicht über die erforderlichen finanziellen Mittel. Nach Biafras Angaben lagen diese bei 8.000, den Auskünften der restlichen Bandmitglieder nach bei 10.000 US-Dollar. Richard Bishop, ein Geschäftspartner McNays von Caroline Records, bot daraufhin seine Unterstützung an. Voraussetzung für das Vorstrecken der benötigten Geldmittel war die vertragliche Einwilligung von McNay und der Band in spezielle Verkaufskonditionen und ein dreimonatiges Exklusivverkaufsrecht für Virgin Records, die Muttergesellschaft von Caroline Records.
Bevor die Arbeiten am Debütalbum begannen, nahm die Gruppe die Single Holiday in Cambodia (B-Seite: Police Truck) im Tewksbury-Studio in Richmond auf. Als Toningenieur wurde Geza Gedeon, bekannt auch als Geza X, verpflichtet. Er hatte zuvor bereits mit Black Flag und Germs zusammengearbeitet und verfügte als Mitglied der Punkbands Deadbeats und The Bag auch über eigene musikalische Erfahrungen. In den Vereinigten Staaten erschienen die ersten 3.000 Exemplare über Optional Records, danach folgte eine zweite Veröffentlichung über Faulty Products, einen Ableger von Miles Copeland IIIs Independent-Label I.R.S. Records. Die ursprünglich vorgesehene Veröffentlichung durch A&M scheiterte am Namen der Band, denn Labelgründer Jerry Moss war Ted Kennedy freundschaftlich verbunden. Im Mai 1980 erschien die Single im Vereinigten Königreich, dort bereits über Cherry Red Records.

### Die Aufnahmen zum Album
Nach der erfolgreichen Veröffentlichung der Single willigten McNay und Gilliam ein und gaben der Band die 10.000 Dollar für die Aufnahme des Albums. East Bay Ray gab später an, dass die Band für das Studio 6.000 Dollar einkalkuliert und das restliche Geld unter den vier Bandmitgliedern aufgeteilt habe. Die Band mietete das Studio Mobius Music von Oliver DiCicco in Noe Valley und entschied sich gegen die Verpflichtung von Geza X. Dabei überstimmte sie Jello Biafra, der diesen Produzenten bevorzugte. DiCicco, Musikproduzent und Besitzer des Studios, war lediglich der Toningenieur des Albums, da er wenig Erfahrung mit Punkmusik hatte. Seine vorherigen Produktionen entstammten dem New-Age-Bereich. Da Klaus Flouride berufliche Verpflichtungen hatte, fanden die Aufnahmen nur abends und nachts statt. Das Studio war gerade auf 16-Spur-Technik umgestellt worden und war räumlich sehr eingeschränkt. Die Aufnahme erfolgte auf einem Zwei-Zoll-16-Spur-Band. East Bay Ray verwendete für seine E-Gitarre des Typs Fender Super Reverb einen DOD-Overdrive-Vorverstärker und als Hallgerät eine Echoplex aus den 1960ern. Außerdem spielte er eine alte Telecaster mit Seymour- und Humbucker-Pickups, einem Hals im Stratocaster-Stil und einem Steg von Schecter. Jello Biafra verwendete ein Neumann-U47-Mikrofon, eine Empfehlung von Geza X. Für den Endmix wurde ein Ampex-351-Zweispurgerät verwendet.

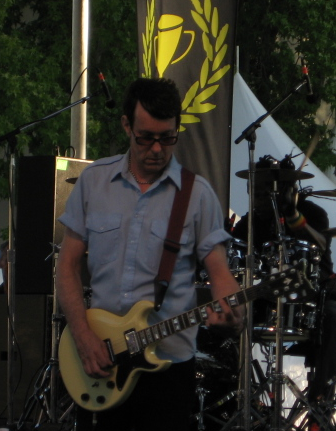
East Bay Ray, zum Teil Produzent des Albums

Die Band investierte viel Zeit auf die Vorproduktion. Die Lieder waren bereits fertig geschrieben und mussten nur noch eingespielt werden. Die meisten Songs waren nach dem ersten oder zweiten Take fertig. Auf dem Album sind daher nur wenig Overdubs zu hören. Während der Aufnahmen kam es jedoch vermehrt zu Konflikten innerhalb der Band, was sowohl die musikalische als auch die organisatorische Seite der Aufnahme betraf. Insbesondere Jello Biafra und East Bay Ray überwachten die Aufnahmen des Albums und streiten sich bis heute um den Hauptanteil. Insbesondere Ray fühlt sich hintergangen, da er nach seinem Verständnis zu wenig Kontrolle über die Produktion hatte. Als Produzent wurde schließlich im Booklet „Norm“ angegeben – der Name der Siamkatze des Produzenten. East Bay Ray wurde unter seinem bürgerlichen Namen „R. Pepperell“ als Produktionsassistent geführt. Spätere Pressungen enthielten andere Angaben. So wurden neben Norm auch East Bay Ray oder „Norm and the Dead Kennedys“ angegeben.
Das Album erschien am 2. September 1980 im Vereinigten Königreich, wobei die Pressung fehlerhaft war. Das eingesetzte Masterband lief zu schnell und es fehlten zudem die tiefen Frequenzen. Im Heimatland der Band war das Album zunächst nur als Import erhältlich, erst 1981 erschien die US-Version über I.R.S. Records.

## Musikstil und Texte
Wie bereits bei den beiden Vorgänger-Singles handelt es sich musikalisch um schnell gespielten Punkrock, der später als Hardcore Punk definiert wurde. Neben dem frühen Punkrock wurden auch Elemente des Garage Rock, insbesondere der Sonics, des Surf und des Rockabilly in die Musik aufgenommen. Dadurch entstand eine für damalige Verhältnisse ungewöhnliche Mischung aus traditionellen Rockelementen und Punkrock. Der Gesang von Jello Biafra war für die damalige Zeit ungewöhnlich schrill und erinnert an ein wütendes Fauchen.
Die Texte sind bissig bis bösartig-sarkastisch und aus einer sehr linken Perspektive geschrieben. Dabei werden nicht nur einzelne Aspekte herausgegriffen, die für die Neue Linke in den Vereinigten Staaten charakteristisch waren, sondern die Kritik richtet sich gegen alle Aspekte des sogenannten American Way of Life und das komplette politische System Amerikas. In den Liedern nimmt Biafra oft die andere Position ein und verhöhnt so seine Gegner mit ihren eigenen Worten. Die Produktion war zwar recht dünn, doch die Schnelligkeit und die Verwendung der für Punk ungewöhnlichen Elemente wurden später zum Markenzeichen der Dead Kennedys.

## Gestaltung

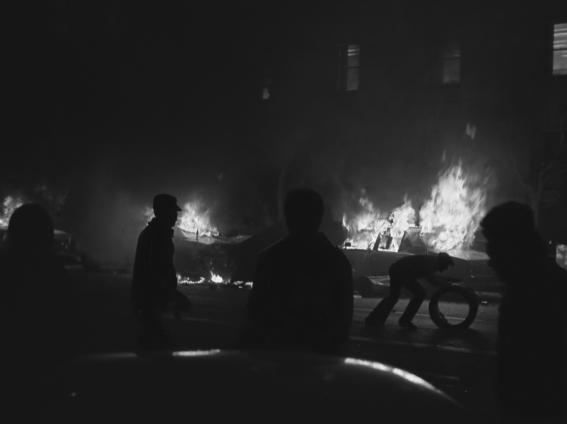
Ein weiteres Foto von den „White Night Riots“

Auf dem Album befindet sich ein Schwarzweißfoto, das eine Reihe brennender Autos zeigt. Die Aufnahme stammt von Judith Carlson und wurde für den San Francisco Examiner erstellt. Sie wurde während der sogenannten „White Night Riots“ am 21. Mai 1979 aufgenommen. Die Unruhen brachen aus, nachdem der ehemalige Stadtrat Dan White den Homosexuellen-Aktivisten Harvey Milk sowie George Moscone, den damaligen Bürgermeister von San Francisco, erschossen hatte und zu einer aus Sicht vieler Kritiker zu geringen Haftstrafe von lediglich sieben Jahren verurteilt worden war. Aus den Reihen einer aufgebrachten Menge von annähernd 5.000 Personen, die zum Rathaus marschierten, lösten sich einzelne Randalierer heraus und steckten in dieser Nacht mehr als ein Dutzend Polizeiautos in Brand.
Bei der Reproduktion des Bildes für die Erstveröffentlichung ging viel von der Qualität verloren. Ursprünglich sollten die Flammen deutlicher dargestellt werden, wozu sie von I.R.S. Records orange eingefärbt wurden. Dies wirkte sich aber auch auf den Rest des Bildes aus, so dass Biafra nicht mehr damit zufrieden war. Cherry Red Records übernahm dann den schwarz-weißen Druck, der auch auf allen späteren Veröffentlichungen Verbreitung fand. Die Wiederveröffentlichung zum 25. Jubiläum des Albums 2005 enthielt eine eingefärbte Version, bei der allerdings nur die Flammen hervorgehoben wurden, so wie es ursprünglich geplant war. Über die Jahre erschienen viele unterschiedliche Varianten des Coverartworks, die sich in der Helligkeit des Motives sowie in der Farbe des Bandlogos (weiß oder gelb) unterschieden. Auf der Originalversion befindet sich zudem der Name des Albums nicht auf dem Schallplattencover, sondern nur auf der Rückseite. Bei einigen Versionen wurde dies geändert.
Auf dem Backcover war eine andere Band abgebildet, nämlich Sounds of Sunshine, die Anfang der 1970er einen kleinen Hit mit Love Means You Never Have to Say You’re Sorry hatte. Tatsächlich hatte Flouride das Foto irgendwann auf dem Flohmarkt gekauft, ohne dass damals jemand Band oder Fotograf hätte zuordnen können. Das Bild wurde mit Totenköpfen und dem Dead-Kennedys-Logo verziert. Als die Dead Kennedys im Fernsehen gezeigt wurden und dazu immer wieder das Bild vom Backcover abgebildet wurde, wurden ehemalige Sounds-of-Sunshine-Mitglieder, inzwischen konservative Christen, darauf aufmerksam und klagten gegen die Dead Kennedys. Der Vertrieb I.R.S. Records zahlte schließlich eine Entschädigung und auf späteren Pressungen wurden einfach die Köpfe der Bandmitglieder entfernt.
Dem Album beigefügt war ein Poster mit einer Collage sowie den Texten des Albums. Die Collage wurde von Jello Biafra angefertigt mit etwas Unterstützung von Winston Smith, der auch für das Dead-Kennedys-Logo und später das Alternative-Tentacles-Logo verantwortlich zeichnete. Sie basierte auf den zahlreichen Ausschnitten aus Zeitungen und Zeitschriften, die Biafra in seinem Schlafzimmer hängen hatte. Im Wesentlichen beeinflusst wurde der Stil von der britischen Band Crass, allerdings war Biafras Ansatz ein eher politisch-humoristischer.

## Titelliste
| Nummer | Titel                    | Songwriter                      | Zeit | Anmerkungen                         |
| ------ | ------------------------ | ------------------------------- | ---- | ----------------------------------- |
| 1.     | Kill the Poor            | East Bay Ray, Jello Biafra      | 3:07 |                                     |
| 2.     | Forward to Death         | 6025 (Carlos Cadona)            | 1:23 |                                     |
| 3.     | When Ya Get Drafted      | Biafra                          | 1:23 |                                     |
| 4.     | Let’s Lynch the Landlord | Biafra                          | 2:13 |                                     |
| 5.     | Drug Me                  | Biafra                          | 1:56 | Keyboards: Ninotchka, Paul Roessler |
| 6.     | Your Emotions            | Ray                             | 1:20 |                                     |
| 7.     | Chemical Warfare         | Biafra                          | 2:58 | Chor: Rocky Mountain Arsenal Choir  |
| 8.     | California über alles    | Biafra, John Greenway           | 3:03 |                                     |
| 9.     | I Kill Children          | Biafra                          | 2:04 |                                     |
| 10.    | Stealing People’s Mail   | Biafra                          | 1:34 |                                     |
| 11.    | Funland at the Beach     | Biafra                          | 1:49 | Keyboards: Paul Roessler            |
| 12.    | Ill in the Head          | 6025, Biafra                    | 2:46 | Gitarre: 6025                       |
| 13.    | Holiday in Cambodia      | Biafra, Greenway, Dead Kennedys | 4:37 |                                     |
| 14.    | Viva Las Vegas           | Doc Pomus, Mort Shuman          | 2:42 | Originalversion von Elvis Presley   |

### Varianten
Bei frühen US-Versionen befindet sich zwischen Let’s Lynch the Landlord und Drug Me das Lied Police Truck und damit die B-Seite der Holiday-in-Cambodia-Single. Das Lied wurde erst wieder 1987 auf der Kompilation Give Me Convenience or Give Me Death auf einem Album-Format veröffentlicht.
Vom Album existieren über 30 verschiedene Versionen, die sich nicht nur in der Gestaltung, sondern auch in der Songauswahl unterscheiden. Als Bonustracks wurden gelegentlich die verschiedenen Single-B-Seiten verwendet. Zum 25-jährigen Jubiläum erschien eine Special 25th Anniversary Edition mit einem 55-minütigen Dokumentarfilm, der Interviews mit verschiedenen Akteuren beinhaltete, darunter Klaus Flouride und East Bay Ray. Dazu werden einige ältere Liveaufnahmen gezeigt. Einige davon befanden sich auf der Video-Kompilation Dead Kennedys: The Early Years Live.

### Die Songs im Detail
- Kill the Poor ist die satirische Aufforderung, Arbeitslose und Menschen in Armut durch die Neutronenbombe zu beseitigen, da die Wirkung dieser Waffe, „nett, schnell, sauber und effektiv“ (It’s nice and quick and clean and gets things done)[16] sei und die Gesellschaft so nicht länger durch „Wohlfahrtssteuer“ (Welfare Tax) belastet werde. Der Songtext wurde häufig mit A Modest Proposal von Jonathan Swift in Verbindung gebracht, das eine ähnliche Überzeichnung zum Inhalt hat. Die Idee stammte jedoch aus einem alten Devo-Interview im Fanzine Search & Destroy.[17] Kill the Poor wurde die dritte Singleauskopplung des Albums. B-Seite war der Track In-Sight. Bei der Single-Version handelt es sich um eine andere Abmischung des Songs. Als Werbeanzeige wurde ein Bild des Parteitags der Conservative Party verwendet, über dem der Singletitel prangt. Durch geschickte Anzeigenschaltung und späte Abgabe erschien das Motiv in einigen Zeitungen und Zeitschriften. Dafür musste sich McNay vor dem Werberat rechtfertigen. Als Konsequenz durfte er die Anzeige nicht wieder verwenden, was aber auch gar nicht seine Absicht war.[8]
- Forward to Death ist ein Text, der sich mit der Sehnsucht nach dem Tod auseinandersetzt. Das lyrische Ich sieht sich als Antagonist zum Rest der Welt. Das Lied stammt von Carlos Cadona (Pseudonym: „6025“), dem zeitweilig zweiten Gitarristen der Band, der zum Zeitpunkt der Aufnahme aber bereits wieder ausgestiegen war. Der Text war keine Fiktion von Cardona, sondern beschrieb sein damaliges Innenleben. So antwortete er auf die Frage, wie er zu dem Text gekommen sei, dass er oft so deprimiert sei, er würde sich auf den Tod freuen.[18] Obwohl die ursprüngliche Idee von Cadona stammte, entstand die Musik des Liedes letztlich in einer Art Jam, bei dem jeder seine Ideen hinzufügte.[19]
- When Ya Get Drafted kritisiert das Wettrüsten zwischen Ost und West während des Kalten Krieges. Der Text selbst entwirft das Schreckensszenario, dass durch eine Volkszählung alle wehrdienstfähigen US-Amerikaner erfasst werden, um effizienter Krieg gegen andere Staaten führen zu können. Ursprünglich unter dem Namen Rhodesia geschrieben, beinhaltete die erste Textversion noch Motive der Kubakrise, die allerdings von der Band Mercenary bereits aufgegriffen wurde. Geza X riet Biafra zur Überarbeitung und so wurde der Text allgemeiner gehalten. Der Songtext war geradezu prophetisch, denn im Februar 1980, kurz nach der Überarbeitung, als sie den Song schon live spielten, beschloss Präsident Jimmy Carter eine Erfassung aller wehrdienstfähigen US-Amerikaner, um im Bedarfsfall die Streitkräfte zu vergrößern.[20][21]
- Let’s Lynch the Landlord fordert satirisch dazu auf, Grundeigentümer zu ermorden, die ihre Immobilien zu Lasten von deren Bewohnern verkommen lassen, um ihren eigenen Profit zu maximieren. Der Text basiert auf Flourides und Biafras Erfahrungen als Mieter. Für das Lied benötigte die Band am meisten Zeit. Zunächst war der Schlagzeugpart sehr schnell, so dass Bruce Slesinger („Ted“ in den Credits des Albums) nicht nachkam. Deshalb wurde das Schlagzeugspiel vereinfacht und der Song damit tanzbar. Der Text wurde im Wesentlichen von Biafras Vorliebe für das Duo Sparks geprägt. Biafra bezeichnete die „trockenen, wirklich bescheuerten Texte“[22] als großen Einfluss auf sein Songwriting.[4]
- Drug Me handelt von einem aussichtslosen Leben, das nur durch Betäubung erträglich wird. Biafra kritisiert im Songtext, dass viele Mittel der Unterhaltung – der Text nennt unter anderem Fernsehen, Kreuzworträtsel, Zeitschriften, Pornografie – in erster Linie dem Zweck der Betäubung und Abstumpfung dienen. Der Riff wurde von (We Ain’t) Got Nothing Yet von den Blues Magoos adaptiert. Es handelt sich um eines der schnellsten Stücke aus dem Repertoire der Dead Kennedys und war live kaum zu spielen. Später veröffentlichte die Band Sepultura eine Coverversion.[23]
- Your Emotions handelt von Emotionen, die Menschen zu Monstern machen. Der Text wurde von East Bay Ray geschrieben. Der Basspart von Klaus Flouride ist eine Reminiszenz an die Avengers.[19]
- Chemical Warfare kritisiert das Wettrüsten sowie den Einsatz von chemischen Waffen. Der Text schildert, wie jemand, der illegal an Nervengas gelangt ist, Massenmord an den Gästen einer Cocktailparty begeht. In das Lied wurde ein Walzer eingebaut, der eine Tanzkapelle auf einer Cocktailparty in einem Country Club imitieren soll. Die Partygesellschaft wurde von Freunden der Band dargestellt, darunter Barbara Hellbent, Bobby Unrest, ChiChi (damalige Managerin der Dead Kennedys), Curt, Dirk Dirkson (Booker), Eric Boucher (bürgerlicher Name von Jello Biafra), Geoffrey Lyall (bürgerlicher Name von Klaus Flouride), HyJean, Michael Snyder (Journalist und Musikproduzent), Ninotchka (Therese Soder, Sängerin von Feederz und Biafras Ehefrau von 1981 bis 1986) sowie Will Shater und Bruce Calderwood (beide Flipper).[4][24]
- California über alles überzeichnet in grotesker Form die Machtgelüste des kalifornischen Gouverneurs Jerry Brown und unterstellt diesem das Ziel der Installierung eines faschistisch geprägten Regierungssystems in den USA. Die Albumversion ist wesentlich schneller, fast in doppelter Geschwindigkeit zur Singleversion, die dafür etwas rauer klingt und mehr musikalische Abwechslung bietet.[25]
- I Kill Children parodiert einen Psychopathen, der es kaum erwarten kann, die Kinder der Hörer des Albums zu ermorden. Der Text wurde sehr oft missinterpretiert, da die Hörer den Perspektivwechsel nicht mitmachten und Jello Biafra als lyrisches Ich sahen. Dies sorgte unter anderem dafür, das Tipper Gore und ihre Zensurbehörde PMRC auf die Band aufmerksam wurden. Tatsächlich nahm Biafra als Basis beziehungsweise als Eröffnungszeile ein Zitat aus einem religiösen Traktat des fundamentalen Christen Jack T. Chick: „God told me to skin you alive“ („Gott hat mir befohlen, dich lebendig zu häuten“).[26]
- Stealing People’s Mail handelt von Leuten, deren Unterhaltung darin besteht, massenhaft Postsendungen zu stehlen, um sich über deren Inhalte zu amüsieren. Biafra wurde beim Songwriting vom Garage Rock der 1960er Jahre sowie von The Screamers beeinflusst.[23]
- Funland at the Beach karikiert Sensationslüsternheit für Katastrophenfälle am Beispiel eines Psychopathen, der die Achterbahn in einem Vergnügungspark sabotiert, um sich anschließend an den verstümmelten Leichen zu erfreuen. Der Text zeigt die emotionale Kälte der Parkbetreiber, die sich mehr um einen Prozess sorgen, als sich ihrer Verantwortung bewusst zu sein. Wie bei I Kill Children wurde der Text häufig falsch verstanden.[26]
- Ill in the Head beschreibt wie Forward to Death und Your Emotions ebenfalls einen düsteren Geisteszustand. Das lyrische Ich ist in einem zwiegespaltenen Eindruck und weiß nicht wohin mit sich Es ist der einzige Song, auf dem Carlos Cadona zu hören ist, der zum Einspielen wieder ins Studio kam, nachdem er die Band einige Monate vorher verlassen hatte. Das Lied hatten er und Biafra zusammen geschrieben. Biafras gab Cadona einen Text, mit dem er selbst unzufrieden war. Cardona überarbeitete ihn. Das Lied enthält mit einem Wechsel zwischen 13/8 und 11/8 eine für Punk ungewöhnliche Taktart. Cadona war von Neuer Musik beeinflusst und hatte während seines kurzen Beitritts versucht, die Band in diese Richtung zu führen.[19]
- Holiday in Cambodia wurde ebenfalls in einer anderen Version als die damalige Singleversion eingespielt. Am Anfang ist eine Art Schreien zu hören, das durch einen Effekt über das Echoplex von Ray entstand.
- Viva Las Vegas ist eine parodistische Coverversion mit leicht geändertem Text und handelt von den Gefahren des Glücksspiels in Las Vegas. Dabei wird der im Original von Elvis Presley gesungene Text so karikiert, dass neben der Kritik am Glücksspiel auch Presley selbst kritisiert wird. So tauschte Biafra nur wenige Wörter aus und stellte einige Sätze so um, dass sie für Presley unvorteilhaft enden. Am Ende wird dem Protagonisten des Songs Kokainkonsum unterstellt.[27] Hier fand eine Tradition der Dead Kennedys ihren Anfang: die überraschende Coverversion, die nicht zum Gestus und der Musik der Dead Kennedys passte. Fortgesetzt wurde sie unter anderem mit My Sharona, I Fought the Law und Boris the Spider. Jello Biafra imitierte hier den hohen Gesang von Feargal Sharkey.[23] Ian McNay plante dies als dritte Single ein, da er sich davon hohe Aufmerksamkeit von den britischen Medien versprach. Doch die Band lehnte ab, da sie Befürchtungen hatte, damit als One-Hit-Wonder zu gelten.[8]

## Rezeption
Das Debütalbum erhielt gemischte Kritiken. Am besten schnitt das Album im Vereinigten Königreich ab. So kritisierte Andy Gill von Gang of Four im New Musical Express die Themen des Albums, die „abseitig und nicht mehr als Punk-Varieté“ seien. Dafür lobte er die Dynamik sowie die Originalität und den Abwechslungsreichtum der Kompositionen. Robert Christgau und Lester Bangs äußerten sich negativ. Christgau bezeichnete Biafras Gesang als „Tiny Tim Vibrato“ und verglich die Musik mit den Stooges. Eine gute Kritik kam dagegen von John Tobler vom ZigZag, der vor allem die „subtilen“ Lyrics lobte. In den USA waren die Kritiken verhaltener. So lobte New York Rocker zwar die dynamischen Tracks des Albums, bezeichnete aber die Lyrics zu I Kill Children und Funland at the Beach als sinnlos und nur für den Schockeffekt geschrieben. Am 15. Dezember 2023, 43 Jahre nach der Veröffentlichung, wurde das Album in den Vereinigten Staaten mit einer goldenen Schallplatte ausgezeichnet.
Trotz der eher verhaltenen Rezensionen verkaufte sich das Album sehr gut. Bis zum Ende des Jahres konnte Cherry Red Records alleine im Vereinigten Königreich 30.000 Einheiten absetzen. In Finnland, Spanien, Portugal und Australien erreichte es sogar Top-10-Platzierungen. In den britischen Charts erreichte das Album Platz 33. Die Single Kill the Poor platzierte sich auf 49.
Zur damaligen Zeit ebnete das Album den Weg für die San-Francisco-Punkszene und machte diese sowohl in den USA als auch in Europa populär. Es war zudem einer der Meilensteine des frühen US-Hardcores, zusammen mit den ersten Veröffentlichungen von Black Flag, MDC und Bad Brains. Heute gilt das Album als eines der bedeutendsten Werke der Punkmusik sowie als „Blaupause für textlich wie musikalisch vielseitigen Punk“. Dementsprechend oft wird es zitiert. Insbesondere die beiden Hits California über alles sowie Holiday in Cambodia wurden recht häufig gecovert. Bei ersterem sind sicherlich die Versionen von der Death-Metal-Band Six Feet Under sowie von der Indie-Rock-Band The Delgados hervorzuheben. Von letzterem existieren unter anderem Versionen von Laaz Rockit und Boysetsfire. Serj Tankian und die Foo Fighters spielten auf den MTV Video Music Awards 2007 eine Neuauflage des Songs.
Der Song I Kill Children, insbesondere der Eröffnungssatz, inspirierte den Künstler Winston Smith zu einem Gemälde mit dem Titel „God Told Me to Skin You Alive“, das später wiederum Verwendung als Artwork beim Green-Day-Album Insomniac fand. Das Album diente zudem als Inspiration für eine ganze Reihe von Künstlern, so bezeichneten unter anderem Dinosaur Jr., Hüsker Dü, Pixies, Nirvana, The Offspring und Massive Attack das Album als großen Einfluss.
Im Mai 2001 veröffentlichte das US-Musikmagazin Spin das Themenheft 25 Years of Punk mit einer Liste “The 50 Most Essential Punk Records”. Das Album Fresh Fruit for Rotting Vegetables steht dort auf Platz 46. Das britische Mojo nannte das Album das „musikalisch komplexeste Punkalbum aller Zeiten“. Robert Dimery nahm das Album in sein musikalisches Referenzbuch 1001 Albums You Must Hear Before You Die auf. 2004 erschien eine Liste des deutschen Rolling-Stone-Magazines, bei dem Fresh Fruit for Rotting Vegetables auf Platz 185 geführt wurde. Sowohl auf der Liste des US-amerikanischen Rolling Stone als auch bei der Neuauflage der Liste 2012 fehlte es dagegen. Der New Musical Express nahm das Album 2013 in seine Liste der 500 besten Alben aller Zeiten auf. Geführt wird es dort auf Platz 365.

## Rolle im Rechtsstreit zwischen Jello Biafra und den übrigen Mitgliedern in den 1990ern
Fresh Fruit for Rotting Vegetables ist das einzige Album der Band, dessen Rechte nicht bei Alternative Tentacles lagen, bevor der Rechtsstreit zwischen Jello Biafra und den restlichen Mitgliedern der Dead Kennedys begann. Während des Rechtsstreits ging es insbesondere um falsch berechnete und nicht ausgezahlte Royaltys sowie fehlerhafte Urheberrechtsangaben. Ein Punkt war allerdings, dass Biafra den Backkatalog nicht genügend beworben hätte. Als Gegenbeispiel wurde daher Cherry Red Records ausgewählt, die das Album als Digipak mit verschiedenen Bonustracks erneut herausgebracht hatten und damit die Verkäufe von 5.000 auf 15.000 Stück anheben konnten. Als Folge sprach die Jury den restlichen Mitgliedern die Rechte zur Veröffentlichung aller Alben außer Fresh Fruit for Rotting Vegetables zu.

## Dokumentarfilm
- Fresh Fruit for Rotting Eyeball – 25th Anniversary Edition. Dokumentation über die frühen Jahre der Dead Kennedys, mit Live-Konzertmitschnitten. (Beigelegt in einer Ausgabe des Albums anlässlich des 25-jährigen Jubiläums) Produzent: Eric S. Goodfield.